# Леонбергер
Леонбе́ргер (нем. Leonberger) — крупная порода собак. Эта порода названа в честь города, где была выведена, — Леонберг в Германии. Её создатель — мэр города Генрих Эссиг (1808—1889). Скрещивая ландсиров с сенбернарами, а затем прилив кровь большой пиренейской горной собаки, он получил сильную мохнатую собаку с отважным сердцем, ставшую живым воплощением герба города — льва.
Первые собаки, названные «леонбергерами», родились в 1846 году. Порода признана МКФ в 1955 году. В России разводятся с 1989 года.
Леонбергеры — очень мощные собаки с уравновешенным темпераментом, могут использоваться как охранные собаки, компаньоны, семейные собаки.

## История породы
В конце 1830-х — начале 1840-х годов Генрих Эссиг, советник муниципалитета города Леонберга (земля Баден-Вюртемберг на юго-западе Германии), решил создать породу собак, облик которых напоминал бы льва, который являлся символом города Леонберга и был изображён на гербе. Он скрестил суку ньюфаундленда чёрно-белого окраса с кобелем сенбернара из подворья монастыря св. Бернара. Позднее, при становлении породы, использовалась также пиренейская горная собака. В результате была получена очень большая собака с длинной, преимущественно белой, шерстью. Годом рождения истинных леонбергеров считается 1846 год. Леонбергеры вобрали в себя все замечательные качества исходных пород и за очень короткий срок приобрели популярность в кругах высшего общества во всем мире. В конце XIX столетия в Баден-Вюртемберге леонбергеры стали широко использоваться как сторожевые и тягловые собаки в крестьянских хозяйствах. Войны и тяжёлое послевоенное время для породы были драматичными, сохранилось очень мало высокопородных собак.
Сегодня леонбергер является превосходной семейной собакой и удовлетворяет всем требованиям современной жизни.

## Внешний вид
Очень большая, сильная, мускулистая и всё же элегантная собака. Гармоничное телосложение и уверенность в себе сочетаются со спокойным нравом при непременно живом темпераменте. Особенно могучи и энергичны кобели. Соотношение высоты в холке и длины корпуса составляет 9:10, глубина грудной клетки составляет приблизительно 50 % от высоты в холке.
Голова в целом скорее глубокая, нежели широкая, и скорее удлиненная, нежели массивная. Соотношение длины морды и длины черепной части составляет 1:1. Кожа прилегает плотно и не образует складок на лбу. Верх головы при осмотре сбоку и спереди слегка выпуклый. Черепная коробка крупная, но не массивная. Затылочная часть немного шире, чем височная. Переход ото лба к морде чётко обозначен, но выражен умеренно. Мочка носа чёрная. Морда относительно длинная, но не заостренная. Спинка носа прямая или слегка выпуклая, но не вздёрнутая. Губы плотно прилегающие к челюстям, углы губ сомкнуты, пигментация чёрная. Челюсти очень сильные. Прикус ножницеобразный, причём верхний ряд зубов плотно (без промежутка) смыкается с нижним. Зубы в челюстях расположены вертикально, зубы здоровые, зубная формула полная (42 зуба). Допускается отсутствие моляра МЗ; клещеобразный прикус. В нижней челюсти недопустимо даже малейшее сужение при клыках. Скулы слабо развиты. Глаза средней величины, овальные. Ни глубоко сидящие, ни выпуклые, ни близко расположенные относительно друг друга. Веки плотно прилегают к глазному яблоку, конъюнктива не видна. Цвет от светло-коричневого до тёмно-коричневого, предпочтителен тёмно-коричневый. Уши средней величины, висячие, прилегают к голове, высоко и не далеко назад поставленные. Ушные хрящи мясистые. Шея слегка выпуклая, плавно переходит в холку. Скорее умеренно длинная, нежели короткая. Без подвеса или подгрудка.
Холка хорошо выражена, особенно у кобелей. Спина крепкая, прямая, широкая. Поясница крепкая, широкая, мускулистая. Круп широкий, умеренно длинный, мягко округлый, плавно переходит в хвост. Ни в коем случае не приподнят. Грудь широкая, глубокая, достигает по меньшей мере уровня локтей, скорее овальная, а не бочкообразная. Нижняя линия корпуса слегка подтянута. Хвост обильно покрыт шерстью. В состоянии покоя хвост опущен, в движении слегка изогнут вверх, желательно не выше линии спины.
Передние конечности очень сильные, особенно у кобеля. Прямые, параллельные друг другу, не узко поставленные. Лопатка длинная, наклонная, образует с плечом тупой угол, хорошо омускулена. Локоть прижат к груди. Пясть сильная, крепкая, при взгляде спереди прямая, сбоку слегка наклонная (почти отвесная). Лапы округлые, слегка продолговатые, плюсны отвесные, пальцы сводистые, плотно сжатые. Подушечки пальцев чёрного цвета. Задние конечности очень сильные, особенно у кобеля. При осмотре сзади параллельны друг другу, постав не слишком узкий. Ни скакательные суставы, ни лапы не вывернуты в стороны. Прибылые пальцы должны быть удалены. Круп покатый. Бедренная кость довольно длинная, с горизонтом образует косой угол. Бедро и голень образуют отчётливый угол. Мускулатура хорошо развита. Скакательный сустав крепкий. Суставной угол четко обозначен.
Шерсть от средне-мягкой до очень мягкой; очень длинная, прилегающая, нигде не образующая проборов. Хорошо развитый подшерсток не скрадывает телосложения. Волосы гладкие, допускается лёгкая волнистость. На шее и груди, особенно у кобелей, густая шерсть образует гриву, на передних конечностях — очёсы, на задних — «штаны». Окрас львино-жёлтый, рыжий (красный), тёмно-рыжий, песочный (палевый или кремовый) и все промежуточные тона, обязательно с чёрной маской. Черные кончики волос допустимы, но чёрный тон не должен доминировать в основном окрасе. Осветление окраса на нижней стороне хвоста, гриве, очёсах и «штанах» не должно быть чрезмерным и нарушать гармонию, создавая контраст с основным окрасом. Небольшое белое пятно или тонкая полоса на груди, белые волосы на пальцах допустимы.
Высота в холке кобелей — 72—80 см (идеальная — 76 см), сук — 65—75 см (идеальная — 70 см).

## Темперамент и поведение
Леонбергер — приятный партнёр, его без опаски можно брать с собой повсюду, он очень доброжелательно относится к детям, не агрессивен, но и не робок. Как собака-поводырь он коммуникабелен, послушен, и будет смело сопровождать вас во всех жизненных ситуациях. Обязательными чертами характера леонбергера являются уверенность в себе и невозмутимость, готовность подчиниться хозяину, быстрая обучаемость и хорошая способность запоминать, безразличие к громким звукам.